# Gaiba
Gaiba är en ort och kommun i provinsen Rovigo i regionen Veneto i Italien. Kommunen hade 992 invånare (2018).